# Heinz Ehaus
Heinz Ehaus, född 1 februari 1906 i Lauenburg, död 8 maj 1945 i Johannisbad, var en tysk promoverad jurist, nazistisk politiker och SS-Obersturmbannführer. Under andra världskriget var han Kreishauptmann (ungefär distriktsledare) i Reichshof i distriktet Krakau i Generalguvernementet.

## Biografi
Ehaus studerade rättsvetenskap och statsvetenskap vid universiteten i Berlin, Tübingen och Königsberg. Vid det sistnämnda lärosätet promoverades han 1931 till juris doktor. År 1933 blev Ehaus medlem i Nationalsocialistiska tyska arbetarepartiet (NSDAP) och Sturmabteilung (SA). Han gick över från SA till Schutzstaffel (SS) 1937.
Ehaus anställdes vid Gestapo i Bielefeld i oktober 1935 och i maj året därpå kom han till Geheime Staatspolizeiamt (Gestapa) i Berlin. I januari 1938 fick Ehaus anställning vid Hauptamt Sicherheitspolizei och kom att samarbeta med Werner Best.
Den 1 september 1939 anföll Tyskland sin östra granne och andra världskriget inleddes. I oktober samma år inrättades Generalguvernementet, det polska territorium som inte inkorporerades i Tyska riket. Efter att ha varit Landkommissar i Nisko för en kort period utnämndes Ehaus till Kreishauptmann i Rzeszów, som under den tyska ockupationen benämndes Reichshof. Den 22 januari 1940 lät Ehaus prygla mellan trettio och fyrtio judar på torget i Rzeszów. Under Ehaus befäl deporterades mellan 18 000 och 21 000 judar från Rzeszów till det nazistiska förintelselägret Bełżec.
Ehaus begick självmord i krigets slutskede.